# Scott Roth
Pour les articles homonymes, voir Roth.
Scott Roth, né le 3 juin 1963, à Cleveland, en Ohio, est un joueur et entraîneur américain de basket-ball. Il évolue au poste d'ailier fort.

## Palmarès
- 3e du CentroBasket 2008